# Daïra de Mohammadia
La daïra de Mohammadia est une circonscription administrative algérienne située dans la wilaya de Mascara. Son chef-lieu est situé sur la commune éponyme de Mohammadia.

## Communes
La daïra regroupe les six communes de Mohammadia, El Ghomri, Ferraguig, Mocta Douz, Sedjerara et Sidi Abdelmoumen.